# 愨大機
愨大機（かくたいき　1829年(文政12年)8月 - 1891年(明治24年)1月）は大字高畑の曹洞宗大徹山万久寺の15世住職。名古屋出身。諱は覚道。字は大機。姓は佐藤。

## 生涯
幼少で出家し、仏道へ。名古屋の光明寺主席を経て、1865年（元治2年）当寺住職となる。
明治維新となり、宗教改革が行われると、教導職となる。その後、大購義補、岐阜県教導職取締になった。
管長の命により、対馬の寺院紛争解決をした。62歳で死去。

## 逸話
- 資性磊洛で、顕栄を好まなかった。
- 寺を開放して、寺小屋を設けて、子弟の教育にあたった。学ぶものは通算千人余人に達した。風俗が改まったという。
- 遺文に『羅浮石記』がある。同寺の庭園に置かれている。詩と書が残されている[3]。